# Akarat Punkaew
Akarat Punkaew (thailändisch เอกราช ปั้นแก้ว, * 17. September 1990) ist ein thailändischer Fußballspieler.

## Karriere
Akarat Punkaew steht seit mindestens 2019 beim Krabi FC unter Vertrag. Wo er vorher gespielt hat, ist unbekannt. Der Verein aus Krabi spielte in der dritten Liga. Hier trat er mit dem Verein in der Lower Region an. Zuletzt spielte er mit Krabi in der Southern Region. Am Ende der Saison 2021/22 feierte er mit Krabi die Meisterschaft der Region sowie den Aufstieg in die zweite Liga. Sein Zweitligadebüt gab Akarat Punkaew am 13. August 2022 (1. Spieltag) im Auswärtsspiel gegen den Chainat Hornbill FC. Hier stand er als Kapitän in der Startelf und spielte die kompletten 90 Minuten. Chainat gewann das Spiel 1:0. Am Ende der Saison 2023/24 belegte er mit dem Klub aus Krabi den letzten Tabellenplatz und musste somit in die dritte Liga absteigen. Nach dem Abstieg wurde sein Vertrag im Sommer 2024 nicht verlängert. Im Juni 2024 nahm ihn der Drittligist Muangtrang United FC unter Vertrag. Mit dem Verein aus Trang spielt er in der Southern Region der Liga.

## Erfolge
Krabi FC
- Thai League 3 – South: 2021/22  ▲